# Мустафа Ятабаре
Мустафа Ятабаре (фр. Mustapha Yatabaré, нар. 26 січня 1986, Бове) — малійський футболіст, нападник турецького «Сівасспора». Старший брат іншого футболіста збірної Малі Самбу Ятабаре.
Виступав за ряд французьких клубів, а також національну збірну Малі. Володар Кубка Франції у складі «Генгама».

## Клубна кар'єра
Народився 26 січня 1986 року в французькому місті Бове в родині малійців. Вихованець юнацьких команд футбольних клубів «Бове Уаз» та «Ам'єн».
У дорослому футболі дебютував 2006 року виступами за «Вільмомбль», в якому провів два сезони. В першому сезоні Ятабаре з клубом виграв свою групу аматорського чемпіонат Франції, вийшовши в Лігу 3. Проте там у сезоні 2007/08 клуб зайняв 18 місце і знову вилетів в аматорську лігу. Більшість часу, проведеного у складі «Вільмомбля», Мустафа був основним гравцем атакувальної ланки команди і одним з головних бомбардирів команди, маючи середню результативність на рівні 0,36 гола за гру першості.
Своєю грою Ятабаре привернув увагу представників тренерського штабу клубу «Клермон» з Ліги 2, до складу якого приєднався влітку 2008 року. Відіграв за команду з міста Клермон-Ферран наступні півтора сезону своєї ігрової кар'єри. Граючи у складі «Клермона» також здебільшого виходив на поле в основному складі команди.

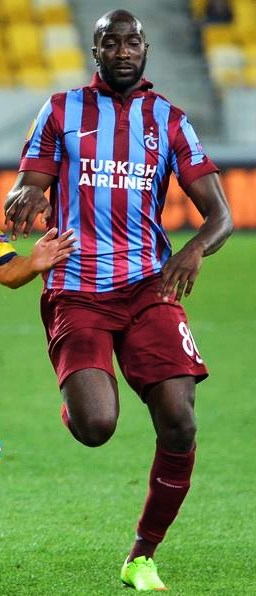
Мустафа Ятабаре під час виступів за «Трабзонспор». 27 вересня 2014 року.

На початку 2010 року перейшов до складу новачка Ліги 1 клубу «Булонь», проте не зміг допомогти команді врятуватись в еліті і сезон 2010/11 знову змушений був розпочати в Лізі 2.
Влітку 2011 року уклав контракт з клубом «Генгам», який тільки-но піднявся до Ліги 2. У першому сезоні Мустафа з командою зайняв 7 місце, а в наступному взагалі друге, що дозволило команді вийти до Ліги 1. Крім того, Ятабаре з 23 голами став найкращим бомбардиром Ліги 2 того сезону. В сезоні 2013/14 Мустафа забив 11 голів в Лізі 1, а також 8 м'ячів у 6 матчах національного кубка, в тому числі один з голів у переможному фіналі проти «Ренна» (2:0).
На початку вересня 2014 року, незабаром після програного ПСЖ Суперкубку Франції (0:2, Ятабаре відіграв увесь матч), перейшов в турецький «Трабзонспор» за 2,5 млн євро, підписавши контракт на 3 роки. 14 вересня в матчі проти «Фенербахче» він дебютував у турецькій Суперлізі. 26 жовтня в поєдинку проти «Газіантепспора» Ятабаре забив свій перший гол у чемпіонаті Туреччини, а за три дні до цього він відзначився за клуб у Лізі Європи проти бельгійського «Локерена». Влітку 2015 року Мустафа на правах оренди перейшов в «Монпельє». 12 вересня в матчі проти «Сент-Етьєна» він дебютував за нову команду.
Влітку 2016 року Ятабаре підписав контракт з «Кардемір Карабюкспором». 22 серпня в матчі проти «Галатасарая» він дебютував за новий клуб. 28 серпня в поєдинку проти «Різеспора» Мустафа забив свій перший гол за «Карабюкспор».

## Виступи за збірну
2009 року дебютував в офіційних матчах у складі національної збірної Малі в товариській грі проти збірної Алжиру (1:1).
У складі збірної був учасником Кубка африканських націй 2010 року в Анголі і Кубка африканських націй 2012 року у Габоні та Екваторіальній Гвінеї, на якому команда здобула бронзові нагороди.
На початку 2015 року він втретє відправився на Кубок Африки. На турнірі Мустафа взяв участь у поєдинках проти команд Камеруну, Кот-д'Івуару та Гвінеї. А через два роки вчетверте взяв участь у континентальній першості.
Наразі провів у формі головної команди країни 35 матчів, забивши 7 голів.

## Титули і досягнення

### Клубні
- Володар Кубка Франції (1):

«Генгам»: 2013–14
- Володар Кубка Туреччини (1):

«Сівасспор»: 2021–22

### Збірні
- Бронзовий призер Кубка африканських націй: 2012

### Індивідуальні
- Найкращий бомбардир Ліги 2: 2012–13 (23 голи)
- Найкращий бомбардир Кубка Франції: 2013–14 (8 голів)